# Welterbe in Monaco
Monaco hat die Welterbekonvention 1978 ratifiziert. Bislang (Stand 2016) wurde noch keine Stätte in Monaco in das UNESCO-Welterbe aufgenommen.

## Tentativliste
In der Tentativliste sind die Stätten eingetragen, die für eine Nominierung zur Aufnahme in die Welterbeliste vorgesehen sind. Derzeit (2017) ist eine Stätte in der Tentativliste von Monaco eingetragen, die Eintragung erfolgte 2017. Die folgende Tabelle listet die Stätten in chronologischer Reihenfolge nach dem Jahr ihrer Aufnahme in die Tentativliste (K – Kulturerbe, N – Naturerbe, K/N – gemischt).
| Bild             | Bezeichnung      | Jahr | Typ | Ref. | Beschreibung |
| ---------------- | ---------------- | ---- | --- | ---- | --- |
| Mittelmeer-Alpen | Mittelmeer-Alpen | 2017 | N   | 6180 | Der transnationale Vorschlag gemeinsam mit Frankreich (Ref. 6178) und Italien (Ref. 6181) enthält auch auf monegassischem Territorium befindliche Teile von Meeresschutzgebieten vor der Küste. |